# Walter Mitscherling
Fritz Walter Mitscherling (* 8. April 1901 in Reval; † 31. Januar oder 31. März 1969 in Dresden) war ein deutscher evangelisch-lutherischer Pfarrer und Schriftsteller.

## Leben und Wirken
Am 12. Dezember 1926 wurde er zum Pfarrer ordiniert und erhielt in Drebach im sächsischen Erzgebirge seine erste Pfarrstelle. 1931 wechselte er als Nikolaipfarrer (Amtsprediger) in die Bergstadt Freiberg. 1946 wurde er erster Pfarrer an der Lutherkirche in Plauen im Vogtland und gleichzeitig Superintendent. Am 1. Januar 1968 wurde er emeritiert. Sein zur Weihnachtszeit 1955 erschienenes erstes Buch mit allerlei Geschichten zu zwölf Abbildungen erzgebirgischer Schnitzkunst erlebte innerhalb von vier Jahren fünf Auflagen.
Sein wissenschaftlicher Nachlass befindet sich im Landeskirchlichen Archiv der Evangel.-Lutherischen Kirche Sachsens.

## Werke (Auswahl)
- Das weihnachtliche Herz. Allerlei Geschichten. Evangelische Verlags-Anstalt, Berlin 1955; 5. Aufl. 1958.
- Willkommen, Weihnacht. Betrachtungen und Erzählungen. Evangelische Verlags-Anstalt, Berlin 1960; 3. Aufl., 1965.
- Eine Schachtel Christbaumkerzen. Evangelische Verlags-Anstalt, Berlin 1964.